# Ciao (bedrijf)
Ciao is een internetbedrijf, opgericht in de zomer van 1999 door Frederick Paul en Max Cartellieri in München. Ciao biedt prijsvergelijking aan en meningen van gebruikers over producten en diensten voor andere gebruikers. Daarnaast biedt het bedrijf online toegang aan specifieke doelgroepen voor marktonderzoek. Anno 2006 had Ciao zo'n 190 medewerkers verdeeld over zes Europese vestigingen in München, Londen, Parijs, Madrid, Amsterdam, Timisoara (Roemenië) en in de Verenigde Staten. 
In april 2005 nam Greenfield Online Ciao voor 154 miljoen over. Drie jaar later werd het bedrijf voor 486 miljoen dollar verkocht aan Microsoft, dat het in maart 2012 verkocht aan LeGuide.com, een van oorsprong Frans bedrijf dat online koopgidsen en prijsvergelijkers exporteert. LeGuide ging op zijn beurt in september van hetzelfde jaar naar de eveneens Franse massamedia-multinational Lagardère Group in een vijandige overname. 